# Ampelgading (Ampelgading)
Ampelgading is een bestuurslaag in het regentschap Pemalang van de provincie Midden-Java, Indonesië. Ampelgading telt 2534 inwoners (volkstelling 2010).